# Betini (Okhaldhunga)
Betini (nep. बेतिनी) – gaun wikas samiti we wschodniej części Nepalu w strefie Sagarmatha w dystrykcie Okhaldhunga. Według nepalskiego spisu powszechnego z 2001 roku liczył on 395 gospodarstw domowych i 2191 mieszkańców (1165 kobiet i 1026 mężczyzn).